# Радосав Петрович
Радосав Петрович (серб. Radosav Petrović / Радосав Петровић, нар. 8 березня 1989, Уб) — сербський футболіст, півзахисник кіпрського АПОЕЛа.

## Клубна кар'єра

#### Початок кар'єри
У дорослому футболі дебютував 2006 року виступами за «Єдинство» (Уб), в якому провів один сезон, взявши участь у 16 матчах чемпіонату.
Протягом сезону 2007/08 років захищав кольори клубу «Раднички» (Обреновац) з третього за рівнем дивізіону Сербії. Там він зіграв 25 матчів і забив перший гол у кар'єрі.

#### «Партизан»
20 червня 2008 року Радосав Петрович перейшов в белградський «Партизан», підписавши контракт на п'ять років. Перший офіційний матч за «Партизан» гравець провів 6 серпня у другому кваліфікаційному раунді Ліги чемпіонів проти «Інтера» з Баку. 21 травня 2009 року Петрович забив за «Партизан» перший гол у фінальному матчі Кубка Сербії проти «Севойно» (3:0), забезпечивши перемогу своєму клубу у турнірі і здобуття «золотого дубля».
Влітку 2010 року Петрович допоміг клубу знову стати чемпіоном Сербії, забивши за сезон 7 голів, чим спричинив інтерес до збоку іспанської «Валенсії» та португальського «Спортінга», проте до трансферу справа не дійшла і Радосав сезон 2010/11 також провів у «Партизані», здобувши з командою ще один золотий дубль.
30 червня 2011 року нідерландське «Вітессе» на своєму офіційному сайті оголосило, що Петрович перейде в їх клуб. Цього ж дня «Партизан» підтвердив дану інформацію. Проте кілька днів по тому з'явилося повідомлення про те, що сторони не досягли згоди у підписанні контракту через розбіжності в сумі компенсації агенту гравця.

#### «Блекберн Роверз»
26 липня з'явилося повідомлення що Радослав Петрович прибув до Англії щоб пройти медичний огляд. 9 серпня 2011 року Петрович отримав дозвіл на роботу в Англії та підписав контракт з клубом англійської Прем'єр-Ліги — «Блекберн Роверз» строком на 4 роки. Дебютував у кубковому матчі проти «Шеффілд Венсдей» 24 серпня 2011, де його команда перемогла.

#### «Генчлеберлігі»
Влітку 2012 року, після вильоту «Блекберна» з Прем'єр-ліги, Петрович перейшов в турецький клуб «Генчлербірлігі». Тривалий час грав за клуб з Анкари, зіграв за клуб 77 матчів і забив 7 м'ячів. Але у 2015 році відповідав зацікавленим журналістам що не проти перейти до київського «Динамо».

#### «Динамо»
Так влітку 2015 прийшов в команду Сергія Реброва. За «Динамо» дебютував з першого матчу сезону проти новачка чемпіонату — «Сталі» (2:1). Всього у сезоні 2015/16 Петрович провів за «біло-синіх» 12 матчів (7 у чемпіонаті і 5 в Кубку України), відзначившись одним забитим м'ячем у воротах запорізького «Металурга» (6:0). У складі «Динамо» Радосав став чемпіоном України.

### «Спортінг»
14 червня 2016 року Петрович підписав чотирирічний контракт з лісабонським «Спортінгом». За інформацією французького видання L'Equipe, португальський клуб заплатив за серба 2 млн євро.

## Виступи за збірні
Протягом 2008—2011 років залучався до складу молодіжної збірної Сербії. Дебютував за неї 11 жовтня 2008 року у відбірковому турнірі до чемпіонату Європи серед молодіжних команд проти збірної Данії. Всього на молодіжному рівні зіграв у 3 офіційних матчах.
За національну збірну Сербії Петрович дебютував 12 серпня 2009 року в товариському матчі зі збірною ПАР.
Наступного року Петрович був включений тренером Радомиром Античем до складу збірної Сербії на чемпіонат світу 2010 року у ПАР
. На турнірі Петрович зіграв в переможному матчі проти збірної Німеччини (1:0), вийшовши на заміну на 75-й хвилині матчу. Серби здобули одну перемогу в груповому раунді та вилетіли з турніру.
Перший гол за збірну Сербії Радосав Петрович забив 3 червня 2011 року в товариському матчі проти збірної Південної Кореї.
Наразі провів у формі головної команди країни 44 матчі, забивши 2 голи.

## Досягнення
- Чемпіон Сербії (3) :

«Партизан»: 2008/09, 2009/10, 2010/11
- Володар Кубка Сербії (2) :

«Партизан»: 2008/09, 2010/11
- Чемпіон України (1) :

«Динамо»: 2015/16
- Володар Кубка португальської ліги (2):

«Спортінг» (Лісабон): 2017/18, 2018/19
- Володар Кубок Португалії (1):

«Спортінг» (Лісабон): 2018/19
- Володар Суперкубка Кіпру (1):

АПОЕЛ: 2024